# Michelle Harrison (Schauspielerin)

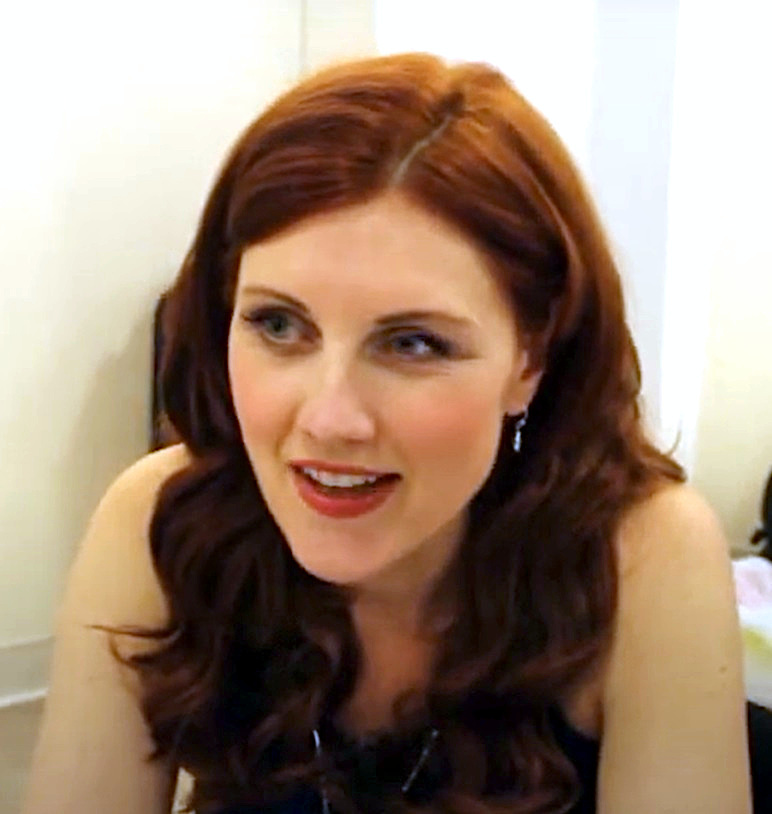
Michelle Harrison (2017)

Michelle Nicole Harrison (* 24. März 1975 in Puyallup, Pierce County, Washington als Michelle Nicole Johnston) ist eine US-amerikanische Schauspielerin und Country-Sängerin.

## Leben
Harrison ist die Tochter von Linda Hall und Larry Johnston und hat zwei jüngere Geschwister. Sie ist Absolventin der Circle in the Square Theatre School in New York City. Seit dem 6. Juni 1998 ist sie mit dem kanadischen Schauspieler Matthew Harrison verheiratet und nahm seinen Nachnamen an. Am 7. Juli 2006 wurde der gemeinsame Sohn geboren, der von seinen Eltern Hausunterricht erfährt. Die Familie lebt auf einer Insel bei British Columbia.
Ende der 1990er Jahre debütierte sie als Schauspielerin. 2002 war sie im Spielfilm First Shot – Das Attentat in der Rolle der Courtney Robinson zu sehen. 2007 übernahm sie im Mystery-Thriller Unsichtbar – Zwischen zwei Welten die Rolle der Kate Tunney. 2010 wurde sie für die Rolle der Lori DiGrigio im Fernsehfilm Cinderella Love Story gecastet. 2012 folgte eine größere Rolle als Dr. Carolyn Gates im Katastrophenfilm Der Supersturm – Die Wetter-Apokalypse. Seit 2014 stellt sie in der erfolgreichen Fernsehserie The Flash verschiedene Charaktere dar: Nora Allen, Speed Force und Joan Williams. Eine größere Rolle hatte sie mit der Nancy Reed im Film von 2018 Freaks – Sie sehen aus wie wir inne. Darüber hinaus übernahm sie Episodenrollen in mehreren Fernsehserien.
Neben dem Schauspiel ist Harrison auch als Musikerin tätig. Sie ist die Sängerin der Country-Rock-Band Ginger 66.

## Filmografie
- 1999: Dead Man's Gun (Fernsehserie, Episode 2x21)
- 1999: Poltergeist – Die unheimliche Macht (Poltergeist: The Legacy) (Fernsehserie, Episode 4x16)
- 1999: First Wave – Die Prophezeiung (First Wave) (Fernsehserie, Episode 2x03)
- 1999: Coffee (Kurzfilm)
- 2000: Auf kalter Spur (Cold Squad) (Fernsehserie, Episode 3x13)
- 2000: Liebling, ich habe die Kinder geschrumpft (Honey, I Shrunk the Kids: The TV Show) (Fernsehserie, Episode 3x17)
- 2000: Secret Agent Man (Fernsehserie, Episode 1x01)
- 2000: Schuldig – Ein mörderischer Auftrag (The Guilty)
- 2000: Hollywood Off-Ramp (Fernsehserie, 2 Episode)
- 2000: Fionas Website (So Weird) (Fernsehserie, Episode 3x10)
- 2000: Mr. Fortune's Smile
- 2001: Stargate – Kommando SG-1 (Stargate SG-1) (Fernsehserie, Episode 4x17)
- 2001: Dodson's Journey (Fernsehfilm)
- 2001: Turbulence 3 (Turbulence 3: Heavy Metal)
- 2001: Outer Limits – Die unbekannte Dimension (The Outer Limits) (Fernsehserie, Episode 7x09)
- 2001: Snow White (Fernsehfilm)
- 2002: Romantic Comedy 101 (Fernsehfilm)
- 2002: Pressure
- 2002: 40 Tage und 40 Nächte (40 Days and 40 Nights)
- 2002: X-Factor: Das Unfassbare (Beyond Belief: Fact or Fiction) (Fernsehserie, 2 Episode)
- 2002: First Shot – Das Attentat (First Shot) (Fernsehfilm)
- 2002: Dead Zone (Fernsehserie, Episode 1x12)
- 2002: Der Fall John Doe! (John Doe) (Fernsehserie, Episode 1x03)
- 2002: Twilight Zone (The Twilight Zone) (Fernsehserie, Episode 1x17)
- 2003: Verbrechen aus Leidenschaft (A Crime of Passion) (Fernsehfilm)
- 2003: Out of Order (Mini-Serie, 6 Episoden)
- 2003: Lucky 7 (Fernsehfilm)
- 2003: Paycheck – Die Abrechnung (Paycheck)
- 2003–2004: Andromeda (Fernsehserie, 2 Episoden)
- 2004: Tru Calling – Schicksal reloaded! (Tru Calling) (Fernsehserie, 2 Episoden)
- 2004: Die Legende von Butch und Sundance (The Legend of Butch and Sundance) (Fernsehfilm)
- 2005: Fatal Reunion
- 2005: Behind the Camera: The Unauthorized Story of Mork & Mindy (Fernsehfilm)
- 2005: Come as You Are
- 2005: The Merry Ghost of Summerville (Kurzfilm)
- 2005: Capote
- 2005: The Wonderful World of Disney (Fernsehserie, Episode 47x08)
- 2005: The L Word – Wenn Frauen Frauen lieben (The L Word) (Fernsehserie, Episode 2x08)
- 2006: Truth
- 2006: Navy CIS (Fernsehserie, Episode 3x17)
- 2006: Dr. House (House, M.D.) (Fernsehserie, Episode 2x17)
- 2006: Cold Case – Kein Opfer ist je vergessen (Cold Case) (Fernsehserie, Episode 3x21)
- 2006: Saved (Fernsehserie, Episode 1x09)
- 2007: Unsichtbar – Zwischen zwei Welten (The Invisible)
- 2007: Schwerter des Königs – Dungeon Siege (In the Name of the King: A Dungeon Siege Tale)
- 2007: Luna: Spirit of the Whale (Fernsehfilm)
- 2007: Der Glücksbringer (Good Luck Chuck)
- 2008: The L Word – Wenn Frauen Frauen lieben (The L Word) (Fernsehserie, Episode 5x05)
- 2008: Elegy oder die Kunst zu lieben (Elegy)
- 2008: Green River: Die Spur des Killers (The Capture of the Green River Killer) (Mini-Serie, 2 Episoden)
- 2009: Wild Roses (Fernsehserie, 13 Episoden)
- 2009: Held Hostage (Fernsehfilm)
- 2009: Love Happens
- 2009: Fringe – Grenzfälle des FBI (Fringe) (Fernsehserie, Episode 2x06)
- 2009: V – Die Besucher (V) (Fernsehserie, Episode 1x03)
- 2010: Supernatural (Fernsehserie, Episode 5x11)
- 2010: Cinderella Love Story (Fernsehfilm)
- 2010: Eureka – Die geheime Stadt (Eureka) (Fernsehserie, Episode 4x09)
- 2010: Altitude – Tödliche Höhe (Altitude)
- 2010: Stargate Universe (Fernsehserie, Episode 2x09)
- 2010: Normal
- 2011: Gregs Tagebuch 2 – Gibt’s Probleme? (Diary of a Wimpy Kid: Rodrick Rules)
- 2011: Endgame (Fernsehserie, Episode 1x03)
- 2012: Hit 'n Strum
- 2012: Der Supersturm – Die Wetter-Apokalypse (Seattle Superstorm) (Fernsehfilm)
- 2012: Emily Owens (Emily Owens, M.D.) (Fernsehserie, 4 Episoden)
- 2012: Triangle (Kurzfilm, Sprechrolle)
- 2013: Borealis (Fernsehfilm)
- 2013: Tom Dick & Harriet (Fernsehfilm)
- 2013: Arctic Air (Fernsehserie, Episode 2x09)
- 2013: The Carpenter's Miracle (Fernsehfilm)
- 2013: The Mystery Cruise (Fernsehfilm)
- 2014: Cruel & Unusual
- 2014: Continuum (Fernsehserie, 5 Episoden)
- 2014: Mr. Miracle (Fernsehfilm)
- 2014: Only Human (Fernsehfilm)
- 2014–2018, 2020–2023: The Flash (Fernsehserie, verschiedene Rollen)
- 2015: Motive (Fernsehserie, Episode 3x12)
- 2015: Circular (Kurzfilm)
- 2016: Murder, She Baked (Mini-Serie, Episode 1x03)
- 2016: Stagecoach: The Texas Jack Story
- 2017: Fifty Shades of Grey – Gefährliche Liebe (Fifty Shades Darker)
- 2017: The Magicians (Fernsehserie, Episode 2x05)
- 2017: Hailey Dean Mystery (Fernsehserie, Episode 1x02)
- 2018: Fifty Shades of Grey – Befreite Lust (Fifty Shades Freed)
- 2018: Take Two (Fernsehserie, Episode 1x01)
- 2018: Garage Sale Mysteries (Fernsehserie, Episode 1x14)
- 2018: Freaks – Sie sehen aus wie wir (Freaks)
- 2018: The Prodigal Dad
- 2018–2019: Janette Oke: Die Coal Valley Saga (When Calls the Heart) (Fernsehserie, 3 Episoden)
- 2019: Morning Show Mysteries (Mini-Serie, Episode 1x05)
- 2019: Darrow & Darrow (Mini-Serie, Episode 1x04)
- 2019: Darrow & Darrow 4: Burden of Proof (Fernsehfilm)
- 2020: Aurora Teagarden Mysteries (Fernsehserie, Episode 1x13)
- 2020: The Christmas House (Fernsehfilm)
- 2021: The Christmas House 2: Deck Those Halls (Fernsehfilm)
- 2022: Big Sky River (Fernsehfilm)
- 2023: Big Sky River – The Bridal Path (Fernsehfilm)